# Юпитер (бог)
Юпи́тер (лат. Iūpiter и лат. Iuppiter) — в древнеримской мифологии бог неба, дневного света, грозы, отец всех богов, верховное божество римлян.
Третий сын Сатурна и Опы. Брат Плутона, Нептуна, Цереры и Весты, а также своей жены Юноны.
Бог Юпитер почитался на возвышенностях, вершинах гор в виде камня. Ему посвящены дни полнолуния — иды.
Храм Юпитера стоял на Капитолии, где Юпитер вместе с Юноной и Минервой входил в тройку главнейших римских божеств — Капитолийскую триаду.
Соответствует древнегреческому Зевсу; также в некоторых аспектах соотносится с Тинией этрусской мифологии.

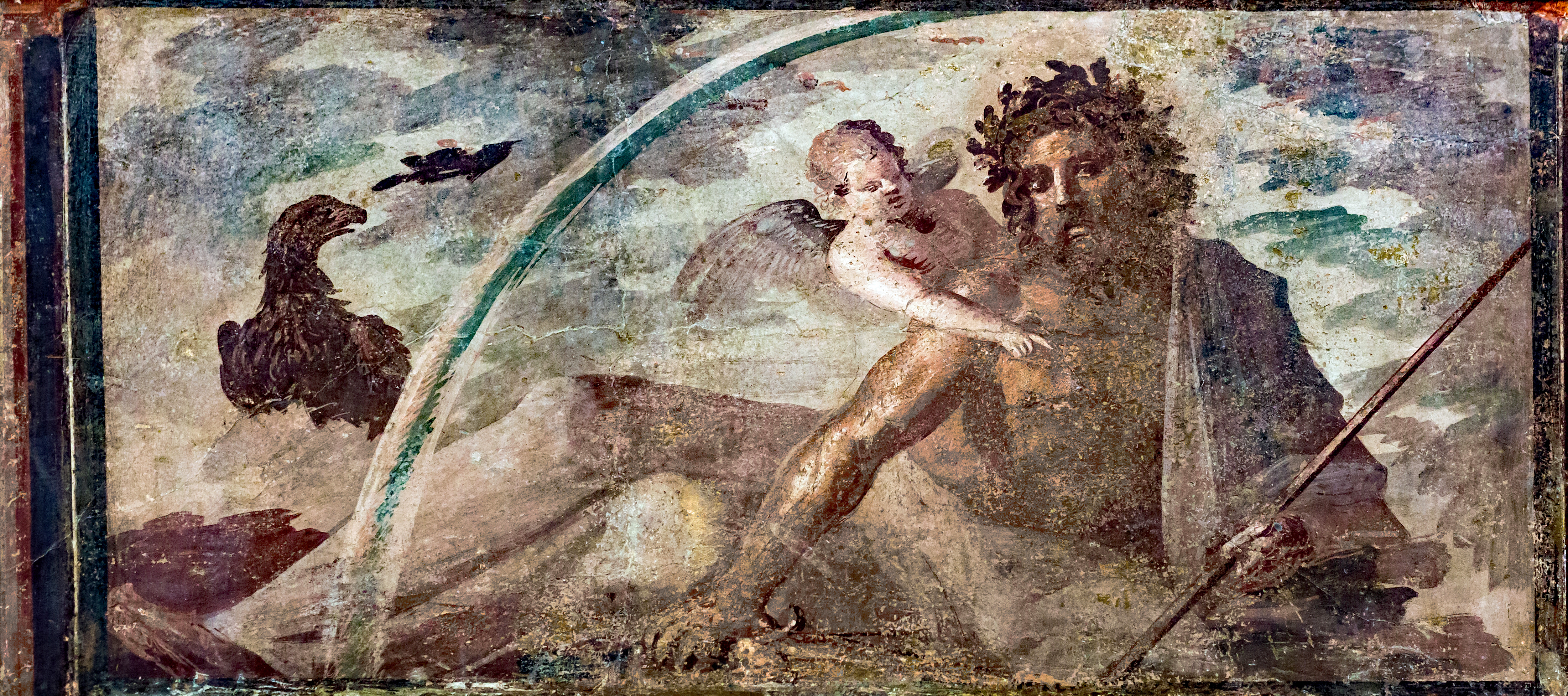
Юпитер в облаках. Фреска из Геркуланума, 1-37 год н. э.

У римлян бог-громовержец Юпитер имел прозвание «Фульгуратор» (лат. fulgurator — «мечущий молнии»).

## Этимология
Имя «Юпитер» (лат. Iuppiter, косвенные падежи от основы Iovi-/Iove-) происходит от архаического латинского Iovis pater/Diēspiter, восходящего к праиндоевропейскому теониму *Dyēus Ph2tēr («бог-отец»). Носивший это имя бог был богом дневного света в праиндоевропейской мифологии. Отсюда же произошли имена богов ряда других индоевропейских народов: греческое Зевс (др.-греч. Ζεύς, в звательном падеже др.-греч. Ζεύ πατὴρ, древнеиндийское Дьяус пита (санскр. Dyáus Pitā), иллирийское Dei-pátrous и т. д.

## Многообразие бога Юпитера
Функции Юпитера были разнообразны, так как он совместил в себе черты нескольких местных италийских богов.
- Юпитер Тонанс (Iuppiter Tonans) (гремящий) посылал дождь, гром;
- Юпитер Фульгур (Iuppiter Fulgur) (молнийный, блещущий) посылал молнии;
- В римском государственном культе Юпитер именовался «Оптимус Максимус Сотер» (Optimus Maximus Soter) («Лучший, Величайший, Спаситель»);
- Юпитер Виктор (Iuppiter Victor) даровал победу;
- Юпитер Лациарис (Iuppiter Latiaris) был богом союза латинских племён;
- Перед посевом приносились жертвы (обряд назывался совершением трапезы — daps) Юпитеру Дапалису (Iuppiter Dapalis), он покровительствовал земледелию, ему были посвящены праздники сбора винограда — виналии, он считался гарантом верности клятве;
- Юпитер Терминус (Iuppiter Terminus) был хранителем границ;
- Юпитер Либертас (Iuppiter Libertas) был защитником свободы;
- Юпитер Феретриус (Iuppiter Feretrius) был богом войны и победы, с ним был связан обычай триумфа, когда победоносный полководец отправлялся на Капитолий, чтобы в храме принести Юпитеру жертву из взятой на войне добычи и сложить к ногам его статуи свой лавровый венок.

Цицерон утверждает, что теологи его времени различали трёх Юпитеров:
- Юпитера первого — сына Эфира, отца Прозерпины и Либер.
- Юпитера второго — сына Неба, отца Минервы и старших муз.
- Юпитера третьего — критянина, сына Сатурна.

## Мифологические источники

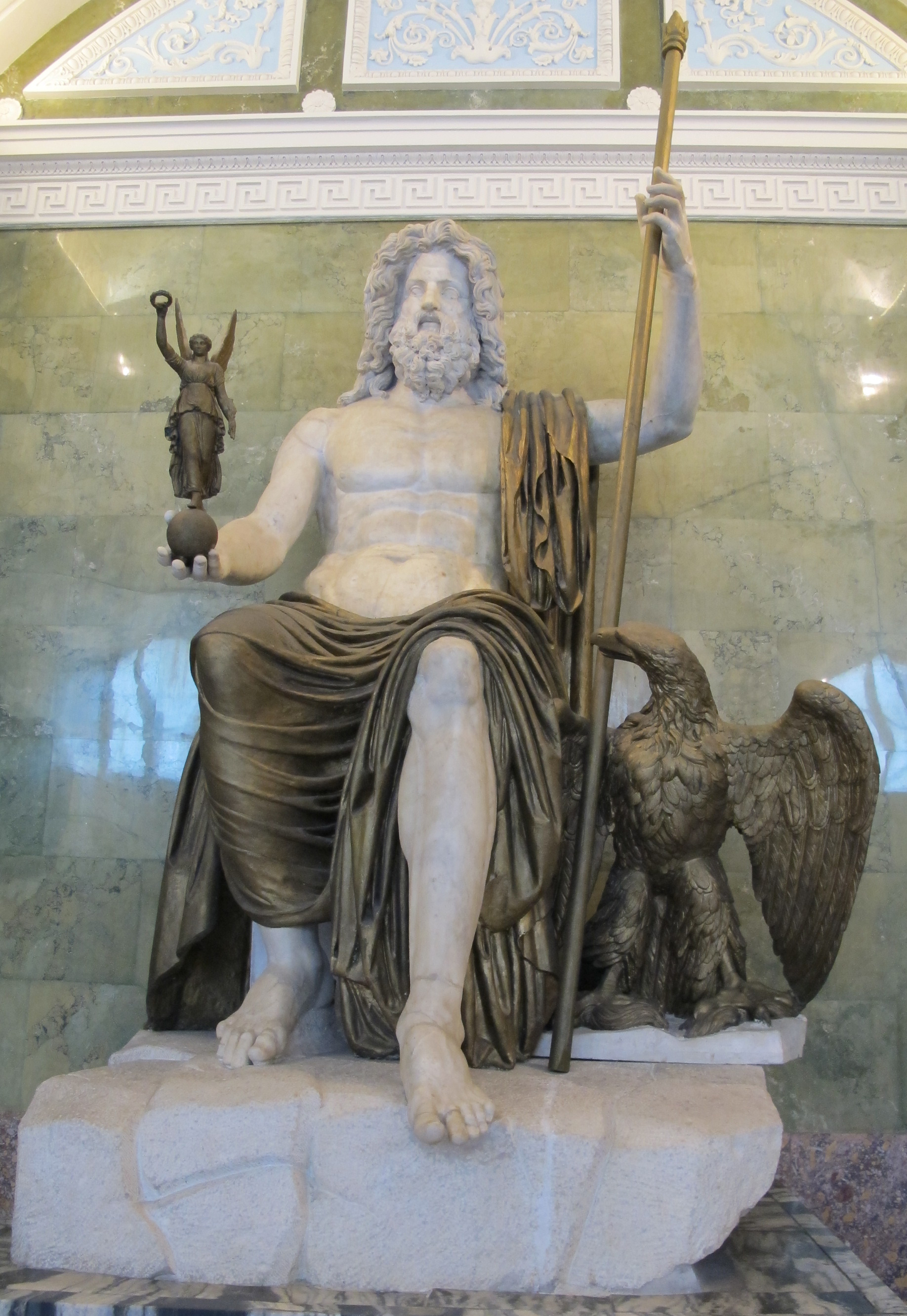
Юпитер. Мраморная статуя I века.

Юпитер восходит к существовавшей в мифологии индоевропейцев концепции верховного бога-громовержца Диэуса. Так, в древнегерманской мифологии Юпитеру соответствует бог Тор. У ряда индоевропейских народов имя верховного божества связано с четвергом. По-латински четверг — Jovis dies (день Юпитера, отсюда фр. jeudi, итал. giovedi, исп. jueves, кат. dijous и т. д.), по-немецки — Donnerstag, по-английски — Thursday (от имени Тора или Доннера).
По теории Жоржа Дюмезиля, Юпитер соответствует праиндоевропейскому богу магической царской власти в «Архаической триаде», включавшей также Марса и Квирина. В концепции Джеймса Джорджа Фрэзера Юпитер выводится от духа дуба и деревьев, о чём должны свидетельствовать его эпитеты: фругифер («плодоносный»), фагутал («бук»), румин («смоковница»), вимин («тростник»). Овидий в «Метаморфозах» называет дуб деревом Юпитера.

## Юпитер как верховное божество
Ему посвящены сутки полной Луны (иды), когда небесные светила озаряют землю и днём и ночью. В эти дни Юпитеру приносились жертвы на вершинах гор и холмов. На римском Капитолии ему жертвовали белую овцу на северной вершине холма. Италики, в частности римляне, верили, что все, что происходит на небе, происходит по воле Юпитера. Особое внимание они обращали на молнии и дожди. Молнии расценивались как знаки этого бога, поэтому места их попадания в землю становились священными. Дождями Юпитер оплодотворял землю, благодаря чему она производила растения. Особенно почитали Юпитера виноградари; 19 августа устраивались праздники по случаю начала сбора винограда, а 11 октября отмечали окончание этих работ. Когда римляне перешли от десятидневной недели к семидневной, Юпитеру посвящался четверг. От этого бога зависели порядок в мире, смена времён года, месяцев, ночи и дня. С неба Юпитер все видел, и ни одно преступление не могло остаться безнаказанным. Клятва именем Юпитера не могла быть нарушена под страхом божественной кары.
Как верховный бог Юпитер имел при себе совет из богов и решал все земные дела посредством авгуров, посылая им знаки своей воли. Юпитер был богом всего римского государства, его власти и мощи. Его главный храм находился на холме Капитолий в центре Рима, поэтому Юпитера дополнительно называли Юпитером Капитолийским. Этот храм был религиозным центром всего государства. Подчинённые Риму города приносили ему жертвы на Капитолии и воздвигали у себя храмы.

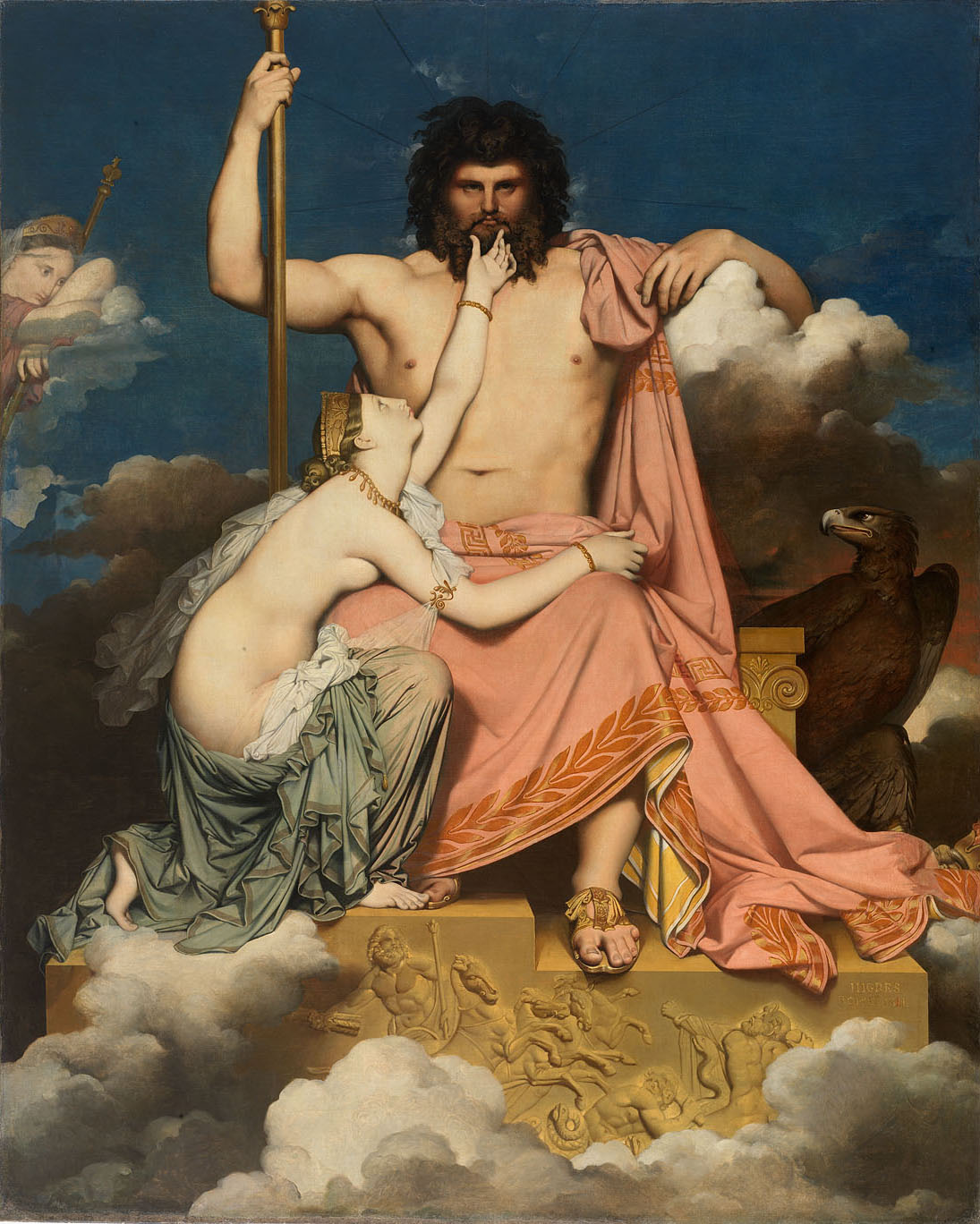
«Юпитер и Фетида» («Jupiter et Thétis»), художник Жан Энгр, 1811 год, масло, 330×257 см.

Считалось, что именно Юпитер защищает римские законы и государство, являясь небесным правителем Рима. В эпоху Римской империи Юпитер стал покровителем власти императоров. Важнейшие акты государственной жизни (жертвоприношения, присяга новых консулов, первое в году заседание сената) проходили в капитолийском храме Юпитера.
Культ Юпитера был распространён во всех римских провинциях и в войске. С ним отождествляли множество местных верховных богов в странах Сирии, Малой Азии и т. д. (например, Юпитер-Таранис у кельтов). В изложенной Секстом Юлием Африканом истории о поклонение волхвов сообщается о воздвижении в персидском храме статуи с подписью «Юпитеру-Солнцу, Всемогущему Богу, Царю Иисусу посвящают это изображение все силы Персии».
При этом в монотеистических религиях Юпитер рассматривался как единственный бог.
Изображение храма Юпитера Капитолийского отчеканено на денарии 75 года до н. э. при M. Volteius.
После заката Римской империи имена Юпитера и Зевса стали употребляться практически без различий. Юпитер, как и Зевс, изображался полным достоинства, с бородой, часто на троне, с орлом, молнией и скипетром.
Именем бога названа пятая планета от Солнца Юпитер, крупнейшая в Солнечной системе.

## Иконография
См.: Иконография Зевса.